# Плоскоглава лопатница
Плоскоглавите лопатници (Litoria platycephala) са вид земноводни от семейство Дървесници (Hylidae).
Срещат се в голяма част от Австралия.
Таксонът е описан за пръв път от германския зоолог Алберт Гюнтер през 1873 година.